# Tanay (Rizal)
Tanay is een gemeente in de Filipijnse provincie Rizal op het eiland Luzon. Bij de laatste census in 2010 telde de gemeente bijna 99 duizend inwoners.

## Geografie

### Bestuurlijke indeling
Tanay is onderverdeeld in de volgende 19 barangays:
| - Cayabu - Cuyambay - Daraitan - Katipunan-Bayan - Kaybuto - Laiban - Mag-Ampon - Mamuyao - Pinagkamaligan - Plaza Aldea | - Sampaloc - San Andres - San Isidro - Santa Inez - Santo Niño - Tabing Ilog - Tandang Kutyo - Tinucan - Wawa |

## Demografie
Tanay  had bij de census van 2010 een inwoneraantal van 98.879 mensen. Dit waren 4.419 mensen (4,7%) meer dan bij de vorige census van 2007. Ten opzichte van de census van 2000 was het aantal inwoners gegroeid met 20.656 mensen (26,4%). De gemiddelde jaarlijkse groei in die periode kwam daarmee uit op 2,37%, hetgeen hoger was dan het landelijk jaarlijks gemiddelde over deze periode (1,90%).

De bevolkingsdichtheid van Tanay  was ten tijde van de laatste census, met 98.879 inwoners op 200 km², 494,4 mensen per km².